# Hollywood Tonight
Hollywood Tonight – drugi singiel Michaela Jacksona z albumu Michael, wydany przez Epic Records. W Polsce dostępny wyłącznie w formacie mp3.

## Historia
Piosenka została napisana przez Michaela Jacksona na album Invincible, jednak ostatecznie nie znalazła się na albumie. W 2007 roku Jackson wyciągnął utwór z archiwum, by pracować nad nim z producentem Theronem "Neff-U" Feemsterem.
Jako singiel "Hollywood Tonight" najpierw ukazał się we włoskich radiostacjach, w dniu 11 lutego 2011 roku. 12 lutego 2011 roku znalazł się na playliście brytyjskiej stacji BBC Radio 2. W Polsce piosenka została wydana 14 lutego 2011. Okładkę singla ujawniono 28 lutego. 

## Kompozycja
Piosenkę rozpoczyna chór, podobnie jak w piosence Will You Be There, następnie rozpoczyna się szybki beatbox. W utworze gościnnie występuje bratanek Jacksona, Taryll Jackson.

## Teledysk
10 marca na oficjalnej stronie Michaela Jacksona pojawiło się wideo do singla. Klip przedstawia losy młodej kobiety, która z małego amerykańskiego miasteczka przyjeżdża do Hollywood, gdzie - jak tysiące innych - chce zrealizować marzenia i zostać profesjonalną tancerką. Jej historia jest przykładem niepowodzeń i ciągłych prób w osiągnięciu upragnionego sukcesu. Pod koniec teledysku wykonuje ona wraz z grupą osób taniec w stylu Michaela.
Reżyserem klipu jest Wayne Isham, który w 1995 roku razem z Michaelem Jacksonem nakręcił minifilm do singla "You Are Not Alone". Finałowe sceny teledysku odbywają się przed teatrem Pantages, w którym dokładnie 16 lat temu Isham i Jackson nakręcili teledysk do utworu You Are Not Alone.

## Oficjalne wersje
"Hollywood Tonight" (Album Version) - 4:31
"Hollywood Tonight" (Radio Edit) - 3:46

## Historia wydania
| Kraj              | Data             |
| ----------------- | ---------------- |
| Włochy            | 11 luty 2011     |
| Wielka Brytania   | 11 lutego 2011   |
| Polska            | 14 lutego 2011   |
| Hiszpania         | 8 marca 2011     |
| Chiny             | 10 marca 2011    |
| Szwecja           | 22 marca 2011    |
| Korea             | 22 marca 2011    |
| Korea             | 31 marca 2011    |
| Stany Zjednoczone | 5 kwietnia 2011  |
| Niemcy            | 15 kwietnia 2011 |